# Papirus 71
Papirus 71 (według numeracji Gregory-Aland), oznaczany symbolem {\displaystyle {\mathfrak {P}}^{71}} – grecki rękopis Nowego Testamentu, spisany w formie kodeksu na papirusie. Paleograficznie datowany jest na IV wiek. Zawiera fragmenty Ewangelii Mateusza.

## Opis
Zachowały się tylko fragmenty Ewangelii Mateusza (19,10-11.17-18).

## Tekst
Tekst grecki Ewangelii Mateusza reprezentuje aleksandryjską tradycję tekstualną. Kurt Aland zaklasyfikował go do kategorii II.

## Historia
Rękopis znaleziony został w Egipcie, w Oxyrhynchus. Na liście rękopisów znalezionych w Oxyrhynchus znajduje się na pozycji 2385. Tekst opublikowany został przez E. G. Turner w 1957 roku. Aland umieścił go na liście rękopisów Nowego Testamentu, w grupie papirusów, dając mu numer 71.
Rękopis datowany jest przez INTF na IV wiek.
Cytowany jest w krytycznych wydaniach greckiego Nowego Testamentu (NA27).
Obecnie przechowywany jest w bibliotece Ashmolean Museum (P. Oxy. 2385).